# Adrián Emmanuel Martínez
Adrián Emmanuel Martínez (Campana, 7 luglio 1992) è un calciatore argentino, attaccante del Racing Club.

## Carriera
Nato a Campana, nella provincia di Buenos Aires, Martínez non ha mai giocato per alcun club durante la sua formazione giovanile (tranne la parentesi di un anno al Villa Dálmine all'età di 17 anni). Ha giocato con i dilettanti del Club Las Acacias (di proprietà di sua madre) della sua città natale mentre lavorava come raccoglitore di rifiuti e muratore; all'ex lavoro, è stato licenziato dalla sua azienda dopo aver subito un incidente motociclistico.
Nel 2014, dopo l'uccisione di suo fratello, Martínez è stato arrestato con l'accusa di aver bruciato e derubato la casa dell'aggressore. Trascorse sei mesi in prigione finché non riuscì a provare la sua innocenza. Dopo essere uscito di prigione, è tornato nel suo primo club, il Las Acacias, prima di iniziare un periodo di prova con il Def. Unidos in Primera C Metropolitana nel gennaio 2015, venendo successivamente integrato nella squadra, anche se inizialmente giocava senza ricevere lo stipendio.
Nel 2017, dopo aver segnato 21 gol per il Defensores, Martínez è entrato a far parte dell'Atlanta in Primera B Metropolitana. Ha segnato 15 gol durante la sua unica stagione al club, segnando contro squadre di Primera División come il Belgrano e il River Plate nella Copa Argentina.
Il 18 giugno 2018, Martínez si trasferì ai paraguaiani del Sol de América. Era il miglior marcatore del club con 12 reti, mettendo a segno doppiette contro l'Olimpia (per due volte) e il 3 de Febrero.
Il 18 dicembre 2018 Martínez ha firmato per il Libertad. Il 13 febbraio successivo, ha realizzato una tripletta in Coppa Libertadores nella partita terminata 5-1 con il The Strongest.

## Palmarès

### Club

#### Competizioni statali
- Campionato Paranaense: 1

Coritiba: 2022

#### Competizioni internazionali
- Coppa Sudamericana: 1

Racing Club: 2024
- Recopa Sudamericana: 1

Racing Club: 2025

### Individuale
- Capocannoniere della Coppa Sudamericana: 1

2024 (10 reti)